# Trương Gia Xuyên
Huyện tự trị dân tộc Hồi Trương Gia Xuyên (chữ Hán phồn thể: 張家川回族自治縣, chữ Hán giản thể: 张家川回族自治县) là một huyện tự trị dân tộc Hồi thuộc địa cấp thị Thiên Thủy, tỉnh Cam Túc, Cộng hòa Nhân dân Trung Hoa. Huyện tự trị này có diện tích 1311 km², dân số năm 2004 là 320.000 người. Huyện lỵ đóng ở trấn Trương Gia Xuyên. Mã số bưu chính là 741500. Về mặt hành chính, huyện tự trị này được chia thành 10 trấn, 5 hương.
- Trấn: Trương Gia Xuyên, Long Sơn, Cung Môn, Mã Lộc, Lương Sơn, Mã Quan, Lưu Bảo, Hồ Xuyên, Đại Dương, Xuyên Vương.
- Hương: Trương Miên Dịch, Mộc Hà, Liên Ngũ, Bình An, Diêm Gia.